# Match Race

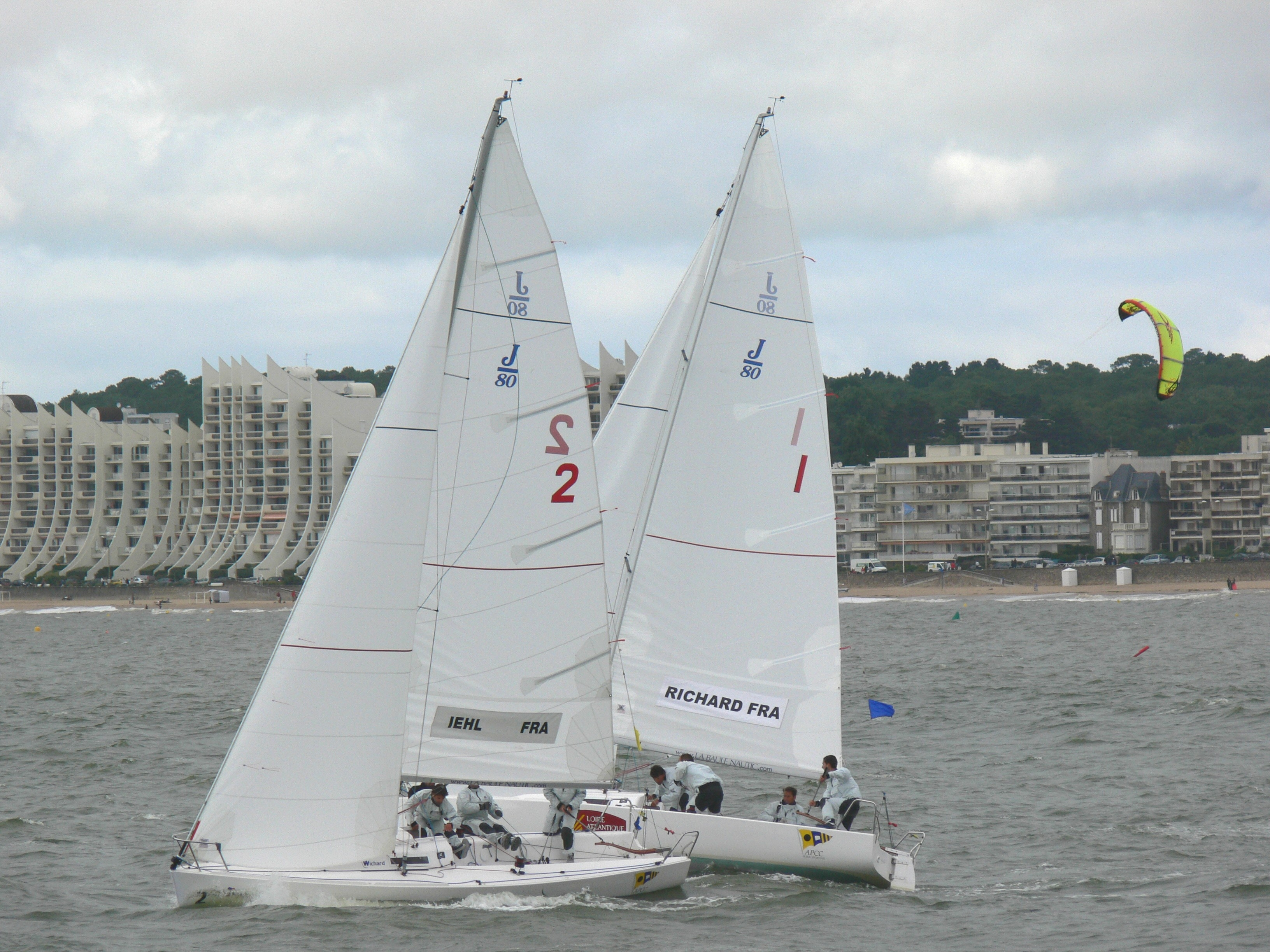
Zwei J80-Boote bei einem Matchrace (Frankreich, 2008)

Ein Match Race ist eine Austragungsform zum Beispiel bei einer Segelregatta. Aber auch im Motor- und im Pferdesport wird diese Bezeichnung verwendet.
Beim Match Race segeln jeweils zwei Yachten direkt gegeneinander. Eine Wettfahrt besteht üblicherweise aus mehreren Läufen. Die Geschichte des Match Race ist untrennbar mit der Geschichte des America’s Cup verbunden, der fast von Anfang an im Duell Boot gegen Boot entschieden wurde.
Die taktische Situation im Match Race ist völlig anders als im Fleet Race, wo eine ganze Flotte gegeneinander segelt. Bereits in der Vorstartphase ist es meistens einem Boot möglich, das andere zu kontrollieren, indem es sich in Luv und auf der Steuerbordseite hält und dem Gegner den Wind nimmt. Dadurch kann selbst ein etwas schnelleres Schiff nicht überholen, vor allem wenn es gelingt, diese Kontrolle bis zum Schluss der Wettfahrt aufrechtzuerhalten. Das taktische Duell steht im Vordergrund, deshalb sind viele der bekanntesten Segler Match-Race-Spezialisten.
Gesegelt wird im Normalfall auf einer nicht allzu langen Up-and-Down-Bahn (maximal ein paar Seemeilen), die durch jeweils eine Bahnmarke in Lee und eine in Luv gebildet wird. Hierzu kommen noch Begrenzungen für die Start- und Ziellinie.
Bei Großveranstaltungen werden international anerkannte Schiedsrichter, so genannte Umpires, auf dem Wasser eingesetzt. Ihre Aufgabe ist es, über die Berechtigung von Protesten der Gegner unmittelbar und sofort, also auf dem Wasser, zu entscheiden. Da ihre ohne Verzug zu treffenden Entscheidungen meistens matchentscheidend sind, können nur qualifizierte Umpires diese Arbeit auf höchstem Niveau sicherstellen.